# Verzoeking van de heilige Antonius (Brussel)
De Verzoeking van de heilige Antonius is een drieluik in de Koninklijke Musea voor Schone Kunsten van België in Brussel uit het atelier van de Zuid-Nederlandse schilder Jheronimus Bosch. Het is een kopie van het Antonius-drieluik van Bosch in het Museu Nacional de Arte Antiga in Lissabon.

## Voorstelling
Het drieluik is zowel aan de binnenzijde als aan de buitenzijde een vrijwel exacte kopie van het Antonius-drieluik in Lissabon, dat in de literatuur unaniem aan Bosch toegeschreven wordt. Het grootste verschil zijn de afgeronde bovenkanten van het middenpaneel en de zijluiken. Op het linker binnenluik ontbreekt een rotspartij. Op het middenpaneel bevindt zich een cirkel van de dierenriem, waarvan op het drieluik in Lissabon slechts een vaag restant te zien is. Op het rechter binnenluik is een hoge boom toegevoegd. Verder zijn de architectuur en de overgangen in het landschap scherper begrensd dan in het origineel.

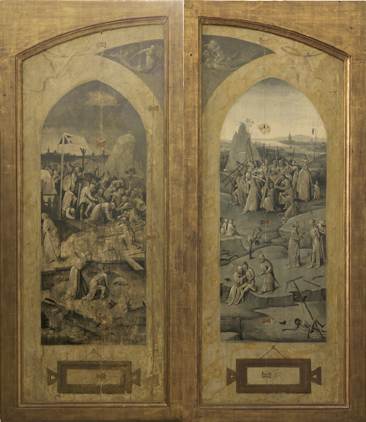
Buitenzijde

## Buitenzijde
De buitenzijde van het drieluik in Brussel is omgevormd tot een laatgotisch raam. Onder zijn twee naamborden afgebeeld, die verder niet ingevuld zijn. Bovenaan is verdeeld over beide zijluiken een gevecht afgebeeld tussen een zeeridder, vergelijkbaar met de zeeridder op de Tuin der lusten, en een behaarde wildeman op een vogel.

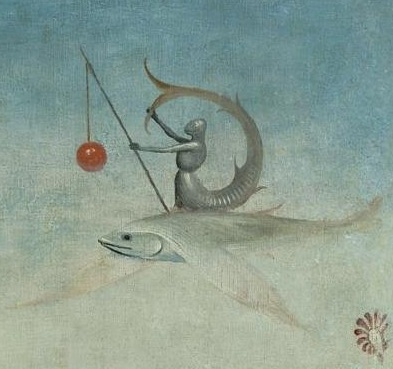
Jheronimus Bosch. Tuin der lusten, detail middenpaneel.

## Toeschrijving en datering
Van het drieluik in Lissabon bestaan een groot aantal kopieën. Van deze kopieën staat het exemplaar in Brussel het dichtst bij het origineel. Men gaat er dan ook van uit dat deze is gemaakt door een schilder uit de directe omgeving van Bosch, waarschijnlijk iemand uit zijn atelier. Het werk is linksonder op het middenpaneel gesigneerd ‘Jheronimus bosch’. Aangenomen wordt dat het werk van vlak na Bosch' dood dateert.

## Herkomst
Het drieluik is afkomstig uit de verzameling van de Graf Redern in Berlijn. Het werd in 1887 gekocht door de Koninklijke Musea voor Schone Kunsten van België door tussenkomst van Julius Ruhm, eveneens in Berlijn.

## Tentoonstellingen
De Verzoeking van de heilige Antonius in Brussel maakte deel uit van de volgende tentoonstellingen:
- De eeuw van Bruegel. De schilderkunst in België in de 16de eeuw, 27 september-24 november, Koninklijke Musea voor Schone Kunsten van België, Brussel, cat.nr. 38, pp. 64-65, afb. 5a.
- Jheronimus Bosch, 17 september-15 november 1967, Noordbrabants Museum, 's-Hertogenbosch, cat.nr. 2, pp. 61–62 (als Geschiedenis van Antonius (repliek van het zgn. ‘Altaar van Lissabon’)), met afbeelding in zwart-wit.